# Barbonymus schwanenfeldii
Barbonymus schwanenfeldii is een straalvinnige vissensoort uit de familie van de eigenlijke karpers (Cyprinidae). De wetenschappelijke naam van de soort is voor het eerst geldig gepubliceerd in 1854 door Bleeker. De soort was voorheen bekend onder de naam Barbus schwanenfeldi.

## Verspreiding en leefgebied
De soort komt voor in rivieren, beken, kanalen en sloten in Zuidoost-Azië; Thailand, Cambodja, Laos, Vietnam, Maleisië, Singapore  en Indonesië.

## Uiterlijk
Deze vis wordt in het wild wel 32 tot 35 cm lang. Het lichaam is glinsterend zilver van kleur met een iets heldergele bijtint. De rugvin en de staartvin zijn rood met een zwarte rand. Er is geen duidelijk geslachtonderscheid.

## Gedrag
Het is een zeer vreedzame scholenvis. Het is voornamelijk een planteneter maar hij voedt zich ook met wormen, kreeftachtigen en kleine vissen.

## Aquarium
Ook in het aquarium kan deze vis groot worden en een lengte bereiken van 30 cm. Voor het aquarium moeten dus jonge exemplaren worden uitgekozen en het aquarium moet groot zijn omdat ze snel groeien. Ze worden vaak als jonge exemplaren aangeboden. Vrije zwemruimte is nodig. De vis houdt van grondelen en een zachte bodem is noodzakelijk. Planten moeten goed worden vastgezet. Het is een alleseter en in gevangenschap eet hij bijna alles wat hem wordt verstrekt. Hij eet grote hoeveelheden plantaardig voedsel en houdt van bladgroenten zoals sla. Het is een scholenvis die het liefst bij een aantal van zijn soortgenoten wordt geplaatst. Het is een levendige en zeer vreedzame vis die ook goed met kleinere vissen kan worden samengehouden in een gezelschapsaquarium. Ze zijn niet agressief naar andere vissen toe, maar hele kleine visjes die in hun bek passen zullen ze opeten. Goede metgezellen bij volwassen exemplaren zijn cichliden en meervallen. De levensduur is ongeveer 15 jaar. De beste temperatuur is 22° C tot 25° C.

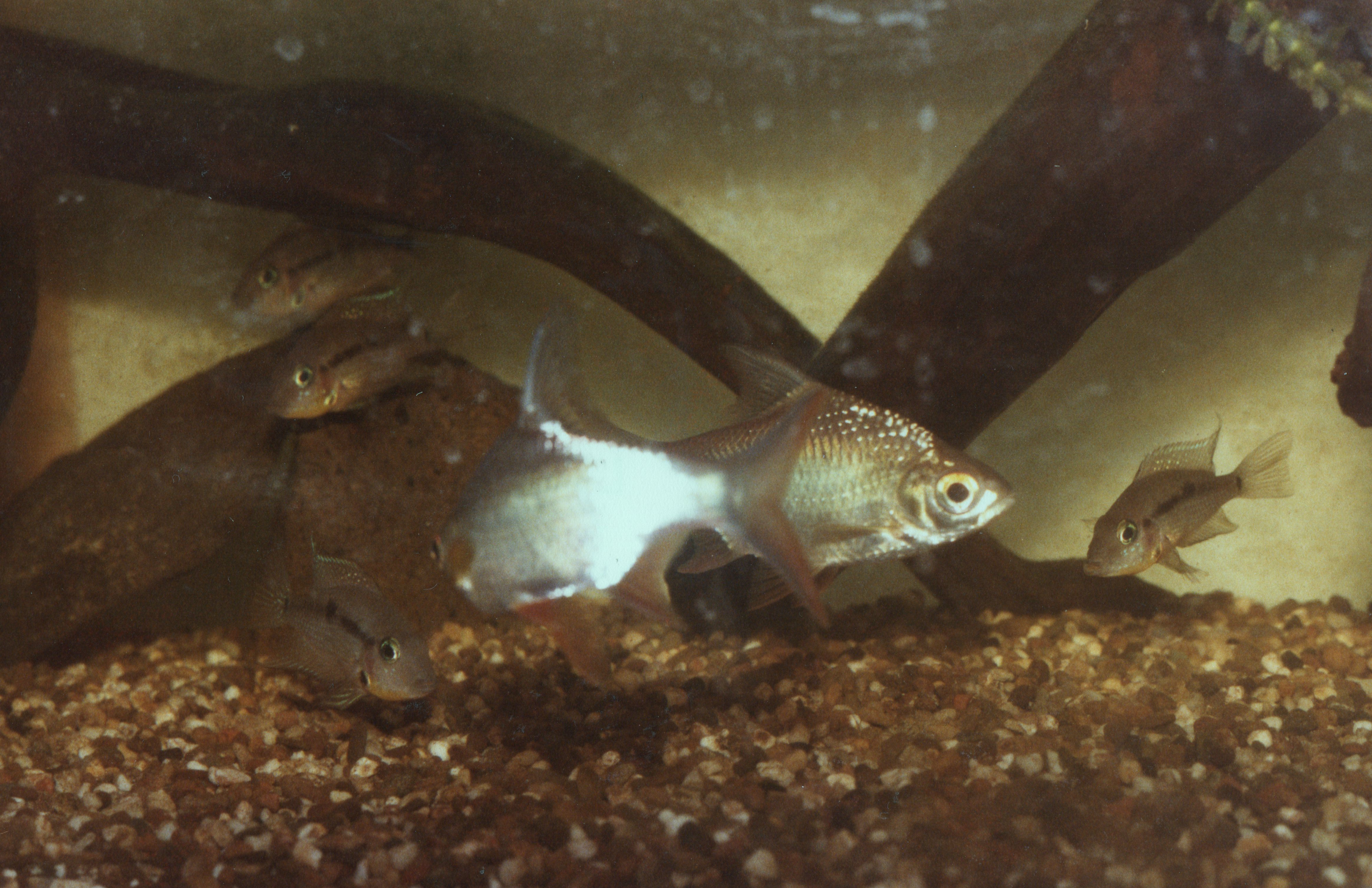
Jonge B. Schwanenfeldii in een aquarium met jonge Vuurkeelcichliden.